# 빌리 프레스턴
빌리 프레스턴(Billy Preston, 1946년 10월 2일 ~ 2006년 6월 6일)은 미국의 싱어송라이터이다.
텍사스주 휴스턴에서 태어났다. 3살 때부터 피아노를 연주하기 시작하여 10살 때까지 잭슨(Mahalia Jackson), 클리블랜드(James Cleveland) 등과 공연하였다. 12살 때인 1958년에는 영화 세인트루이스블루스에서 블루스의 아버지로 불리는 핸디의 어린 시절을 연기하였다.
1970년대에 〈Nothing From Nothing〉, 〈Outa-Space〉 등을 히트시켰던 프레스턴은 그러나 키보드 연주자로 더 이름을 떨치며 비틀즈, 롤링 스톤스, 아레사 프랭클린, 밥 딜런 등의 앨범 제작에 참여했다. 그는 특히 비틀즈의 마지막 앨범 《Get Back》 제작에 참여한 것은 물론 런던에서 열린 마지막 라이브 무대에 연주자로 참여했는데, 2004년 시카고 선 타임스와의 회견에서 "음악적으로 내 생애 최고의 순간은 〈Let It Be〉를 연주할 때였다"고 밝혔다. 그는 이런 활동으로 다섯 번째 비틀 또는 검은 비틀즈라고 불리었다.
19개의 솔로 음반과 많은 노래를 발표하였는데 1973년과 1974년 빌보드 차트 1위를 차지하였고, 1972년에는 〈Outa-Space〉로 그래미상을 받았다. 프레스턴은 1990년대에 손을 댄 마약 중독의 후유증으로 수년전부터 신장과 관련한 질병이 악화돼 투병 생활을 해왔고 2005년 11월 이래 혼수상태에 빠져 치료받던 중 애리조나주 스코츠데일의 병원에서 숨을 거뒀다고 그의 매니저인 조이스 무어가 밝혔다.